# The World (.hack)
The World es un juego de rol multijugador masivo en línea (MMORPG) ficticio que aparece en las series de Anime, Manga y videojuegos del mundo .hack.
Este mundo es un mundo persistente, lo que significa que el servidor está las 24 horas en línea y que los jugadores pueden conectar y recuperar su PJ, diseñado normalmente por ellos mismos, y seguir jugando en un mundo virtual donde el tiempo se sucede y ocurren cosas aunque los jugadores no estén conectados.
Los jugadores utilizan para jugar un mando parecido al de PlayStation (un guiño a este sistema, ya que los videojuegos basados en este mundo son para PlayStation 2), es posible jugar con un monitor de la forma tradicional o con un FMD, unas gafas con las que la experiencia de juego es más realista..
Los eventos en las historias del mundo .hack se suceden en torno a este juego en línea. Debido a los acontecimientos narrados en The End of The World se actualizó a The World R:2

## PERSONAJES
The World permite cierta personalización a la hora de crear los personajes: se puede escoger la clase, la altura, el peso y escoger entre un número limitado de modelos.
Existen jugadores que han sido capaces de alterar el aspecto de su personaje, creando PJ de diferentes "razas". Un ejemplo es Mia
Las clases disponibles en The World :R1 son:
- Maestro de Espada: Se trata de los típicos guerreros armados con espada, es la clase con las estadísticas más equilibradas
  - Ejemplo de PJ: Orca, Bear, Balmung
- Portadores de Hacha: Esta es la clase que cuenta con la mayor fuerza física de todo el juego, pero flojea su parte mágica.
  - Ejemplo de PJ: Piros, Subaru, Terajima Ryoko
- Espada Pesada: Muy parecidos a los anteriores, pero con algo menos de fuerza y menos débiles a la magia
  - Ejemplo de PJ: BlackRose, Mimiru, Sanjuro
- Doble Hoja: La clase más veloz de todo el juego, ataca con dos cuchillos o dagas, tienen unas estadísticas bastante equilibradas, pero no pueden llevar equipo pesado.
  - Ejemplo de PJ: Kite, Sora, Moonstone
- Brazo Largo: Clase muy parecida a los Doble Hoja, pero algo menos rápidos y un poco más fuertes. Se equipan con lanzas y alabardas y al igual que los Doble Hoja no pueden llevar equipo pesado.
  - Ejemplo de PJ: Albireo, Mimika, Gardenia, Caballeros de Cobalto, Caballeros Escarlata
- Amo de Ondas: Se trata de los magos del juego, no tienen ningún virtud física, pero dominan completamente la magia. Solo pueden llevar equipo ligero.
  - Ejemplo de PJ: Elk, Tsukasa, Mistral, Hotaru
- Adept Rouge: Esta clase puede utilizar cualquier tipo de arma de todas las clases, pero a comparación de los maestros de estas se caracteriza por tener todos sus "stats" en un nivel intermedio a bajo, sin potenciarse en ninguna especialidad. No pueden llevar vestimenta pesada.
  - Ejemplo de PJ: Haseo

A estas clases se añaden más con cada actualización de "The World"
- Kickboxing: Guerreros que luchan a base de golpes de manos y patadas que pueden utilizar armas como guantes con pinchos. Se dice que alcanzar el nivel máximo de esta clase permite la trasnformación del PJ en licántropo.
  - Ejemplo de PJ: Ouka

Las clases cambian radicalmente al aparecer "The World :R2". Aparecen 4 clases base que se ramifican en otras 6 (primero en 2 y esas en otras 2 cada una) y dos clases especiales.
En The World: RX aparece otra clase nueva y todas las de las versiones anteriores a causa de un bug provocado por Schicksal.
- Héroe: Puede utilizar combinaciones de juegos de lucha, así como armas, absorción de habilidades y modificación de sus propios parámetros, por lo que se considera una clase "irregular"/no oficial. Tokio es el único jugador que se encuentra físicamente dentro de "The World" por eso es el único que puede utilizar esta clase.
  - Ejemplo de PJ: Tokio

- Datos: Q1058431